# Зинджибар
Зинджибар (араб.  زنجبار‎) — город в Йемене.

## География
Расположен в юго-западной части страны, на побережье Аденского залива, в 60 км к востоку от города Аден. Административный центр мухафазы Абьян.

## История
Зинджибар был выбран британцами для расположения региональной административной штаб-квартиры в 1944 году. Султан Фадли остался в Шукра.
Наиб и наследник султана, с 1958 года контролиролировался Правительством султаната Фадли, был провозглашен султаном англичанами в 1962 году и был первым, кто проживал в Зинджибаре для практических целей, хотя дворец, который был официальной резиденцией, располагался в Шукра. Таким образом Шукра была столицей до 1962 года.султаната Фадли В 1962 году столицу перенесли в Зинджибар, но резиденция султана осталась в Шукре.
С 2010 года был предметом борьбы между йеменской армией (на самом деле Северным Йеменом) и исламистскими боевиками. В июле 2011 года повстанцы Тарика аль-Фадли контролировали большую часть города и правительства.

## Население
По данным на 2013 год численность населения города составляла 23 707 человек.
Динамика численности населения города по годам:
| 2004   | 2013   |
| ------ | ------ |
| 19 879 | 23 707 |